# Terremoto de Aizu de 1611
El terremoto de Aizu de 1611 (会津地震 Aizu-jishin?) ocurrió el 27 de septiembre de 1611 en la cuenca de Aizu en la actual prefectura de Fukushima, Japón. Según el reporte oficial, se estimó que hubo más de 3.700 muertos. El castillo de Aizuwakamatsu, muchos templos y unas 20.000 casas colapsaron en las áreas afectadas.